# 도브레폴레

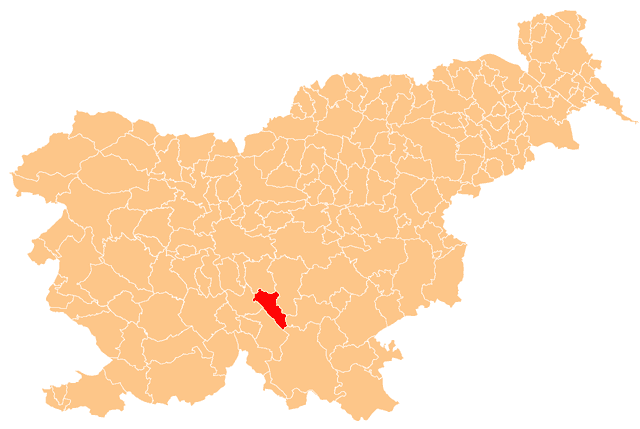
도브레폴레의 위치

도브레폴레(슬로베니아어: Dobrepolje)는 슬로베니아의 도시로 면적은 103.1km2, 인구는 3,544명(2002년 기준), 인구 밀도는 34.4명/km2이다.